# Magisches Polygon
Ein magisches Polygon ist ein regelmäßiges n-Eck ({\displaystyle n\in \mathbb {N} }), dessen Ecken, Seitenmitten und Mittelpunkt so mit den natürlichen Zahlen von {\displaystyle 1} bis {\displaystyle 2n+1} belegt sind, dass die Summe der so belegten Zahlen auf jeder Seite und jeder Diagonalen gleich einer konstanten Zahl {\displaystyle m} ist, die auch als magische Summe bezeichnet wird.

## Grundeigenschaften magischer Polygone
- Die Zahl im Mittelpunkt des Polygons ist {\displaystyle n+1}.
- Die magische Summe beträgt {\displaystyle 3n+3}.[2]

## Verallgemeinerte Definition
Eine Verallgemeinerung magischer n-seitiger regelmäßiger Polygone beruht auf einer konzentrischen Verschachtelung von {\displaystyle {\frac {k}{2}}} n-seitigen untereinander ähnlichen regelmäßigen Polygonen mit gemeinsamem Mittelpunkt, wobei {\displaystyle k} eine gerade natürliche Zahl ist.
Solche Polygone werden mit P(n,k) bezeichnet.
Laut dieser Definition enthalten die Seiten aller verschachtelten Polygone einschließlich ihres gemeinsamen Mittelpunktes insgesamt alle natürlichen Zahlen von {\displaystyle 1} bis {\displaystyle {\frac {k^{2}n}{2}}+1}. Die magische Summe beträgt dann {\displaystyle (k+1)\left({\frac {k^{2}n+4}{4}}\right)}.
Für den Spezialfall {\displaystyle k=2} gilt die ursprüngliche Definition.

## Degenerierte magische Polygone
Sind {\displaystyle k} verschachtelte n-seitige regelmäßige Polygone nicht konzentrisch um einen gemeinsamen Mittelpunkt angeordnet, besitzen aber stattdessen einen gemeinsamen Eckpunkt, so werden sie als degenerierte magische Polygone bezeichnet. Statt auf den gemeinsamen Diagonalen befindet sich die magische Summe auf den jeweiligen Verbindungsstrecken zwischen dem gemeinsamen Eckpunkt und den Eckpunkten des größten der regelmäßigen Polygone, die ebenfalls untereinander ähnlich sind.
Derartige Polygone werden mit D(n,k) bezeichnet.
Darüber hinaus ergibt sich auch in diesem Fall auf jeder Seite der Polygone die magische Summe, die bei den degenerierten magischen Polygonen {\displaystyle (k+1)\left({\frac {k^{2}(n-2)+k+2}{2}}\right)} beträgt.

## Beispiele
Das dreireihige Lo-Shu-Quadrat, eines der wohl bekanntesten Magischen Quadrate ist ein magisches Polygon. Wegen {\displaystyle n=4} ist sein Mittelpunkt {\displaystyle n+1=4+1=5}, und seine magische Summe beträgt {\displaystyle 3\cdot 4+3=15}, die sich auch durch Einsetzen von {\displaystyle k=2} und {\displaystyle n=4} in {\displaystyle (k+1)\left({\frac {k^{2}n+4}{4}}\right)} ergibt.
Die nachfolgenden sechs Beispiele zeigen weitere magische Polygone vom Typ {\displaystyle P(n,k)}, bzw. {\displaystyle D(n,k)}.

P(4,2): Magische Summe 15
P(4,4): Magische Summe 85 (verallgemeinerte Definition)
P(6,2): Magische Summe 21
P(8,2): Magische Summe 27
D(3,2): Magische Summe 12 (gemeinsamer Eckpunkt 4)
D(5,2): Magische Summe 24 (gemeinsamer Eckpunkt 8)
D(5,3): Magische Summe 64 (gemeinsamer Eckpunkt 16)

## Weiterführende Themen
- Magisches Quadrat
- Magischer Stern (sternförmige Anordnung natürlicher Zahlen mit magischer Summe)
- Magischer Würfel (dreidimensionale Erweiterung magischer Quadrate)
- Magisches Sechseck (Anordnung von Zahlen in Wabenform)
- Vollkommen perfektes magisches Quadrat (magische Quadrate mit zusätzlichen Eigenschaften der Unterquadrate)
- Magisches Klangquadrat
- Magischer Graph